# Parafia wojskowa bł. Michała Sopoćki w Redzikowie-Osiedlu
Parafia wojskowa pw. Błogosławionego Michała Sopoćki w Redzikowie-Osiedlu znajduje się w Dekanacie Wojsk Lądowych Ordynariatu Polowego Wojska Polskiego (do roku 2012 parafia należała do Pomorskiego Dekanatu Wojskowego). Jej proboszczem jest ks. ppłk dr Piotr Sroka. Obsługiwana przez księży diecezjalnych. Erygowana 15 sierpnia 2009. Mieści się pod numerem 34.